# Chris Miller (pilote automobile)
Pour les articles homonymes, voir Chris Miller et Miller.
Pas d'image ? Cliquez ici
Chris Miller, né le 5 mai 1989 à Minneapolis aux États-Unis, est un pilote de course automobile américain. Il est également responsable de la communication de l'écurie américaine JDC-Miller Motorsports..

## Carrière
En 2010, comme les saisons précédentes, Chris Miller participe de nouveau au championnat américain WeatherTech SportsCar Championship au sein du JDC Miller Motorsports au volant d'une Cadillac DPi-V.R. Pour les 24 Heures de Daytona, il a eu comme coéquipier le pilote brésilien Matheus Leist (en), le pilote colombien Juan Piedrahita (en) et le pilote français Tristan Vautier,. Après avoir mené l'épreuve pendant 1 tour, la voiture passa sous le drapeau à damier en 5e position, meilleur classement de Chris dans cette épreuve à ce jour. À la suite de la pause du championnat pour cause de la pandémie du Covid-19, il participa aux Daytona 240 ainsi qu'au Road Race Showcase avec comme copilote Tristan Vautier. Il a fini ces deux épreuves en 7e position. Il a ensuite bouclé sa saison par une participation aux Petit Le Mans avec Matheus Leist (en) et Gabriel Aubry comme copilote. Malheureusement, la voiture a fini l'épreuve à plus de 54 tours de la Cadillac DPi-V.R victorieuse. La participation à ces 4 courses ont permis à Chris Miller de marquer 97 points pour finir en 15e position du classement pilote.

## Palmarès

### Résultats aux24 Heures de Daytona
| Année | Écurie                 | Copilotes                                                      | Voiture          | Classe | Tours | Pos. | Class Pos. |
| ----- | ---------------------- | -------------------------------------------------------------- | ---------------- | ------ | ----- | ---- | ---------- |
| 2015  | JDC-Miller Motorsports | Misha Goikhberg Rusty Mitchell Stephen Simpson Tristan Vautier | Oreca FLM09      | PC     | 701   | 15e  | 3e         |
| 2016  | JDC-Miller Motorsports | Misha Goikhberg Kenton Koch Stephen Simpson                    | Oreca FLM09      | PC     | 702   | 18e  | 1re        |
| 2017  | JDC-Miller Motorsports | Mathias Beche Misha Goikhberg Stephen Simpson                  | Oreca 07         | P      | 66    | 13e  | 5e         |
| 2018  | JDC Miller Motorsports | Misha Goikhberg Gustavo Menezes Stephen Simpson                | Oreca 07         | P      | 798   | 7e   | 7e         |
| 2019  | JDC Miller Motorsports | Juan Piedrahita (en) Stephen Simpson Simon Trummer             | Cadillac DPi-V.R | DPi    | 225   | Abd. | Abd.       |
| 2020  | JDC Miller Motorsports | Matheus Leist (en) Juan Piedrahita (en) Tristan Vautier        | Cadillac DPi-V.R | DPi    | 825   | 5e   | 5e         |